# Fanny Osborne

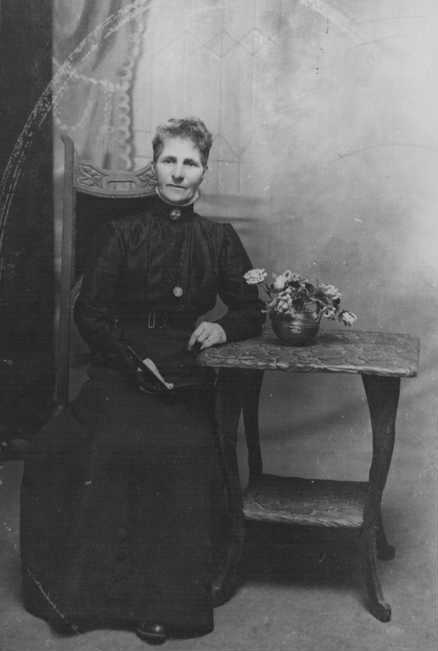
Fanny Osborne (1912)

Fanny Osborne, geb. Malcolm (* 29. Januar 1852 in Auckland, Neuseeland; † 12. März 1934 in Auckland, Neuseeland) war eine neuseeländische Illustratorin, die sich auf botanische Darstellungen spezialisiert hatte.

## Frühes Leben
Fanny Malcolm wurde am 29. Januar 1852 als Tochter und zweites Kind von dreizehn Kinder der Eheleute Emilie Monson Wilton und Neill Malcolm, einem in Schottland gebürtigen Rechtsanwalt, in der Symonds Street in Auckland geboren. 1858 zog die Familie nach Great Barrier Island, wo ihr Vater in der Rosalie Bay eine heruntergekommene Farm erwarb und mit der Viehzucht begann. Fanny verbrachte hier ihre Kindheit und ihr frühes Erwachsensein. Fannys Mutter brachte den Kindern das Lesen, Schreiben und Rechnen bei und zur Freizeitgestaltung das Zeichen am Strand. Das Talent ihrer Kinder erkennend gekaufte ihre Mutter Kunstmaterialien in Auckland und förderte sie durch das Bereitstellen der Materialien. Eine direkte Ausbildung in Kunst erhielt Fanny dadurch nicht.
Trotz der Missbilligung beider Elternpaare heiratete Fanny am 15. Januar 1974 Alfred Joe Osborne und wurden von dem Bischof William Cowie am Bischofssitz in Parnell in Auckland getraut. Bedingt durch einen Landstreit, der in den 1860er Jahren zwischen den Familien entstand, hatte Fanny die Liebe zu Alfred zuvor lange geheim gehalten und ging 1873 mit ihm nach Auckland. Sie hatte mit ihrer Mutter gebrochen und zog nach der Trauung auf die Farm der Familie ihres Mannes. Aus der Ehe gingen fünf Töchter und acht Söhne hervor.

## Arbeit als Illustratorin

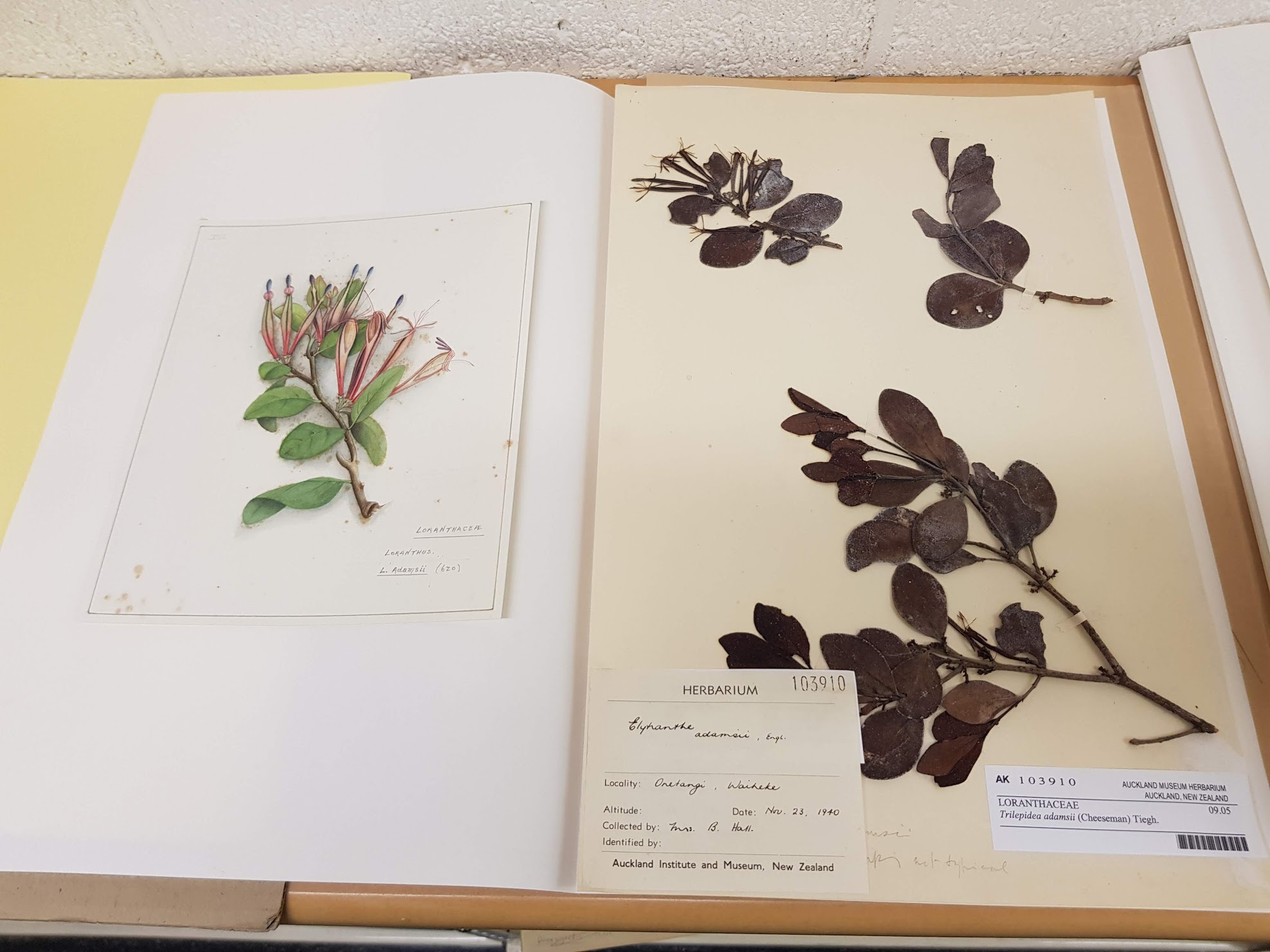
Trilepidea adamsi
Fanny Osbornes Arbeit links im Bild

Da Fanny ihre Arbeiten nicht datierte, lässt es sich nicht nachvollziehen, wann sie mit ihren Aquarellarbeiten begann, auf denen sie die Flora der Insel von Great Barrier Island abbildete. Doch in den 1920er Jahren waren ihre Arbeiten so bekannt geworden, dass sie einzelne Werke oder auch Gemäldesets verkaufen konnte. Man nimmt an, dass ihre kreativste Zeit war, als ihre Kinder erwachsen geworden waren und sie nicht mehr so stark an familiäre Verpflichtungen gebunden war.
Ihre Arbeiten stellen noch heute eine wertvolle historische Dokumentation der Pflanzenwelt der Insel dar, zumal eine von ihr abgebildete Art, die Elytranthe adamsii (neuseeländische Mistel), heute als ausgestorben gilt. Ihre Arbeiten waren ausgesprochen akkurat und vermitteln in ihrer Darstellung der Pflanzen gleichzeitig eine Schönheit und Zartheit der abgebildeten Exemplare.

“From both scientific and artistic points of view, Fanny Osborne's paintings of the flowers of the indigenous trees, shrubs, vines and herbs of Great Barrier are exceptional and superbly crafted examples of botanical illustration.”

„Sowohl aus wissenschaftlicher als auch aus künstlerischer Sicht sind Fanny Osbornes Gemälde der Blüten der einheimischen Bäume, Sträucher, Reben und Kräuter von Great Barrier außergewöhnliche und hervorragend gestaltete Beispiele für botanische Illustrationen.“

Einige ihrer Arbeiten sind u. a. in der Auckland Art Gallery Toi o Tamaki zu sehen.
Fünf ihrer Töchter erbten ihr künstlerisches Talent. Die bekannteste wurde ihre Tochter Lilian unter ihrem Ehenamen Lilian Gibbard, die sich über ihre Blumenstudien in Großbritannien einen Namen machte.
Fanny Osborne litt zum Ende ihres Lebens zusehends unter Arthritis und verstarb am 12. März 1934 in Auckland, wurde aber wie ihr Mann Alfred, der bereit 1920 verstorben war, auf Great Barrier Island beerdigt.